# Port Monmouth
Port Monmouth és una concentració de població designada pel cens dels Estats Units a l'estat de Nova Jersey. Segons el cens del 2000 tenia 3.742 habitants.

## Demografia
Segons el cens del 2000, Port Monmouth tenia 3.742 habitants, 1.289 habitatges, i 964 famílies. La densitat de població era de 1.094,5 habitants/km².
Dels 1.289 habitatges en un 38,9% hi vivien nens de menys de 18 anys, en un 57,7% hi vivien parelles casades, en un 12,3% dones solteres, i en un 25,2% no eren unitats familiars. En el 21,1% dels habitatges hi vivien persones soles l'11% de les quals corresponia a persones de 65 anys o més que vivien soles. El nombre mitjà de persones vivint en cada habitatge era de 2,89 i el nombre mitjà de persones que vivien en cada família era de 3,39.
Per edats la població es repartia de la següent manera: un 27,4% tenia menys de 18 anys, un 8,5% entre 18 i 24, un 32,3% entre 25 i 44, un 21,4% de 45 a 60 i un 10,5% 65 anys o més.
L'edat mediana era de 35 anys. Per cada 100 dones de 18 o més anys hi havia 91,1 homes.
La renda mediana per habitatge era de 53.864 $ i la renda mediana per família de 63.375 $. Els homes tenien una renda mediana de 45.565 $ mentre que les dones 30.244 $. La renda per capita de la població era de 21.369 $. Aproximadament el 8,6% de les famílies i el 10,5% de la població estaven per davall del llindar de pobresa.

## Poblacions més properes
El següent diagrama mostra les poblacions més properes.